# Agnes Jongerius

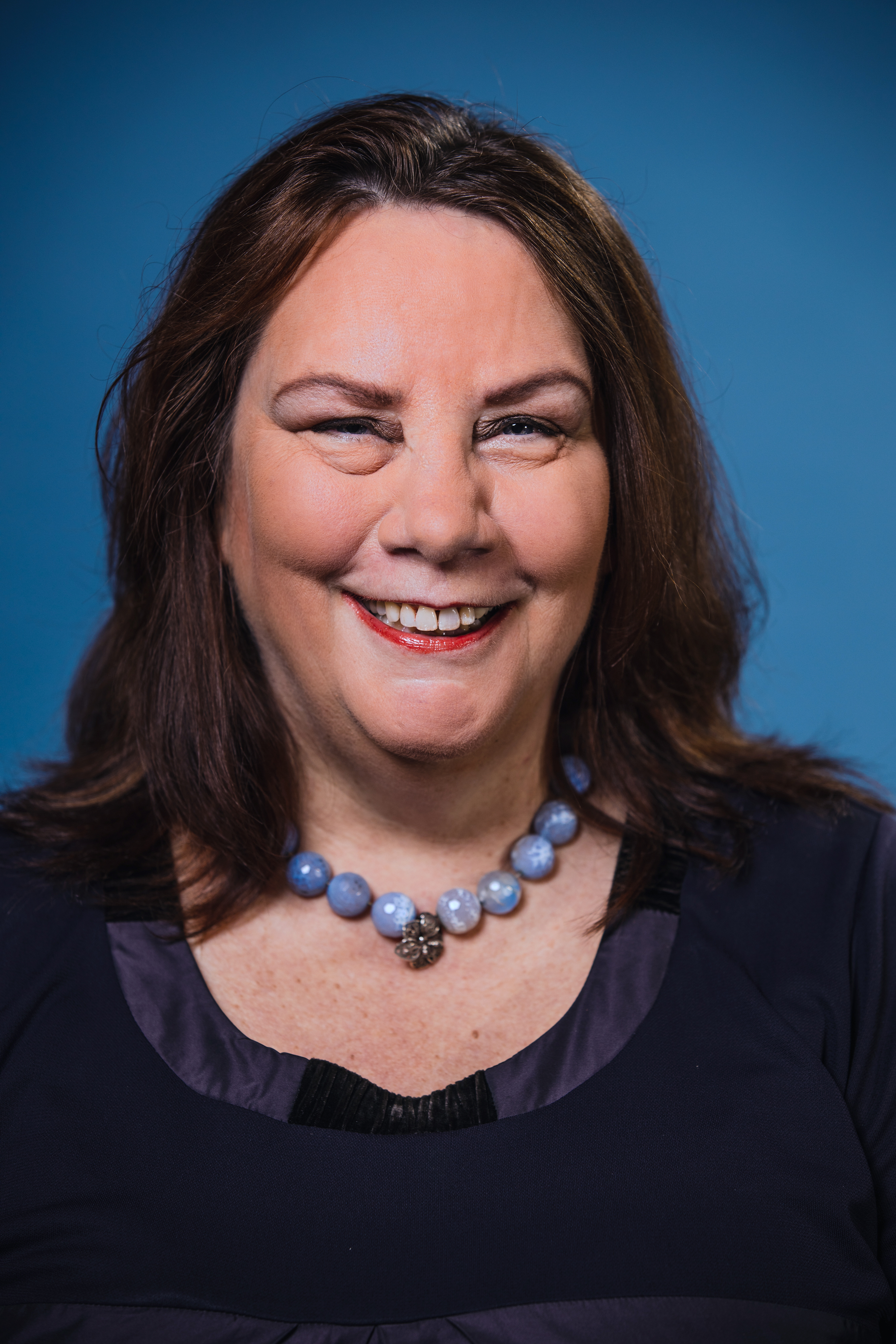
Agnes Jongerius, 2020

Agnes Jongerius (* 4. November 1960 in Vleuten-De-Meern, Utrecht) ist eine niederländische Politikerin der Partij van de Arbeid.

## Leben
Jongerius studierte an der Universität Utrecht. Sie wurde Mitglied in der niederländischen Gewerkschaft Federatie Nederlandse Vakbeweging. Seit 2014 ist Jongerius Abgeordnete im Europäischen Parlament. Dort ist sie Stellvertretende Vorsitzende im Ausschuss für Beschäftigung und soziale Angelegenheiten und Mitglied in der Delegation für die Beziehungen zu den Ländern Südostasiens und der Vereinigung südostasiatischer Staaten (ASEAN).